# 建大入口駅
建大入口駅（コンデイックえき）は、大韓民国ソウル特別市広津区華陽洞にあるソウル交通公社の駅。

## 利用可能な鉄道路線
ソウル交通公社
 2号線 - 駅番号は(212)
 7号線 - 駅番号は(727)

## 駅構造
2号線は相対式ホーム2面2線を有する高架駅で、可動式ホーム柵が設置されている。
改札口は東側（九宜寄り）と西側（聖水寄り）の2ヶ所あり、7号線との連絡階段は東側の改札付近（改札内）にある。化粧室は改札内にある。
出入口は1・2番と5・6番の合計4ヵ所ある。
7号線は相対式ホーム2面2線を有する地下駅。かつて障害物検知装置が設置されていたが、実効性がなかったことからフルスクリーンタイプのホームドアに置き換えられた。2号線に乗り換える場合は両ホーム共にホーム南端にある連絡階段を利用することができる。
改札口は上りホームに隣接しており、下りホームから改札口に行くには上りホームと下りホームを結ぶ連絡通路を介する必要がある。化粧室も上りホームに隣接している。
出入口は3番と4番の合計2ヶ所ある。また、建国大学校病院への連絡通路もある。

### のりば
- 案内上ののりば番号は設定されていない。

| ホーム      | 路線        | 行先                                            |             |
| 2号線ホーム | 2号線ホーム | 2号線ホーム                                     | 2号線ホーム |
| ----------- | ----------- | ----------------------------------------------- | ----------- |
| 内回り      | 2号線       | 蚕室・宣陵・江南・教大方面                      |             |
| 外回り      | 2号線       | 往十里・東大門歴史文化公園・乙支路3街・市庁方面 |             |
| 7号線ホーム |             |                                                 |             |
| 上り        | 7号線       | 君子・蘆原・道峰山・長岩方面                    |             |
| 下り        | 7号線       | 高速ターミナル・梨水・大林・温水方面            |             |

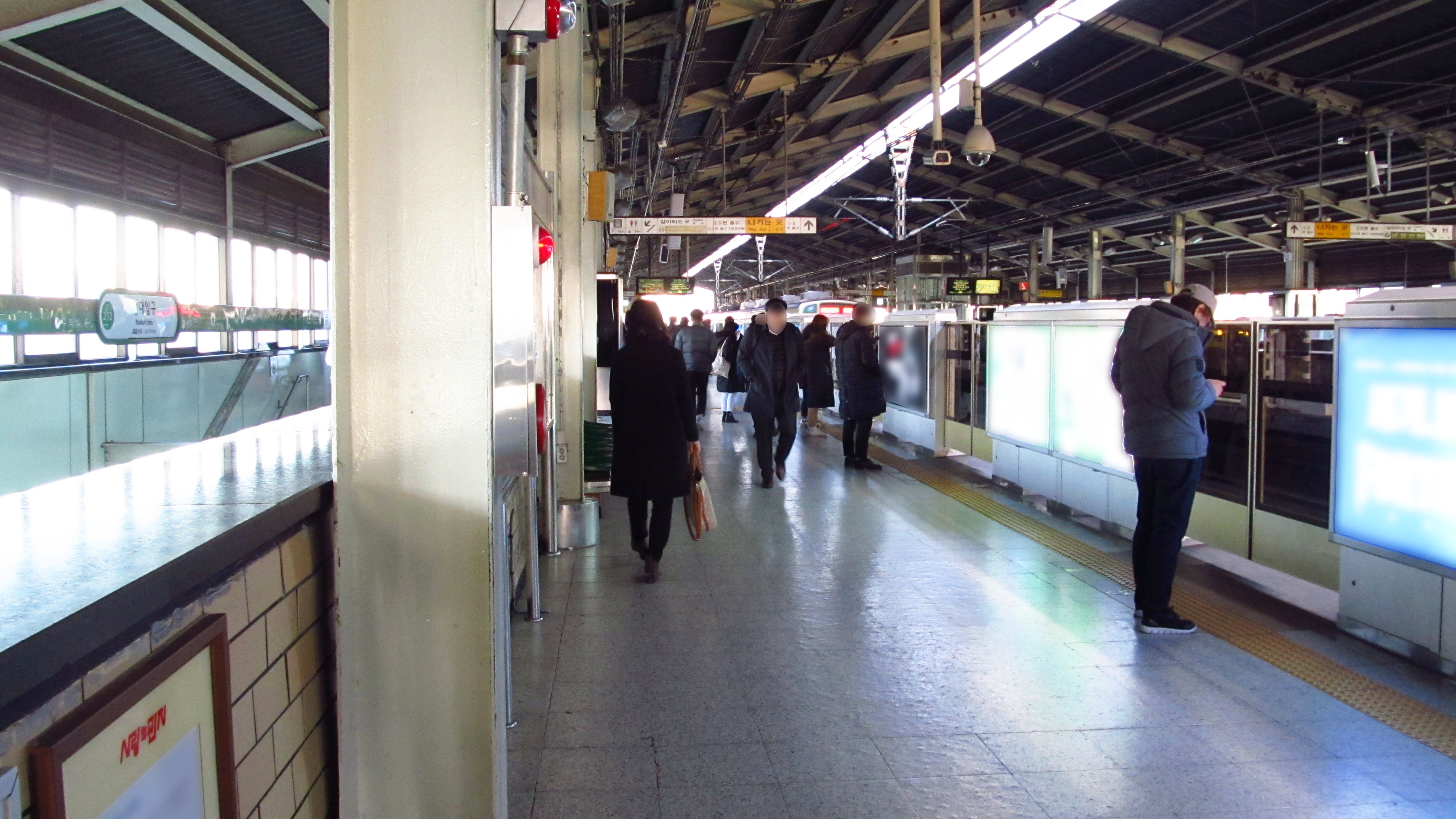
2号線のホーム（2018年撮影）
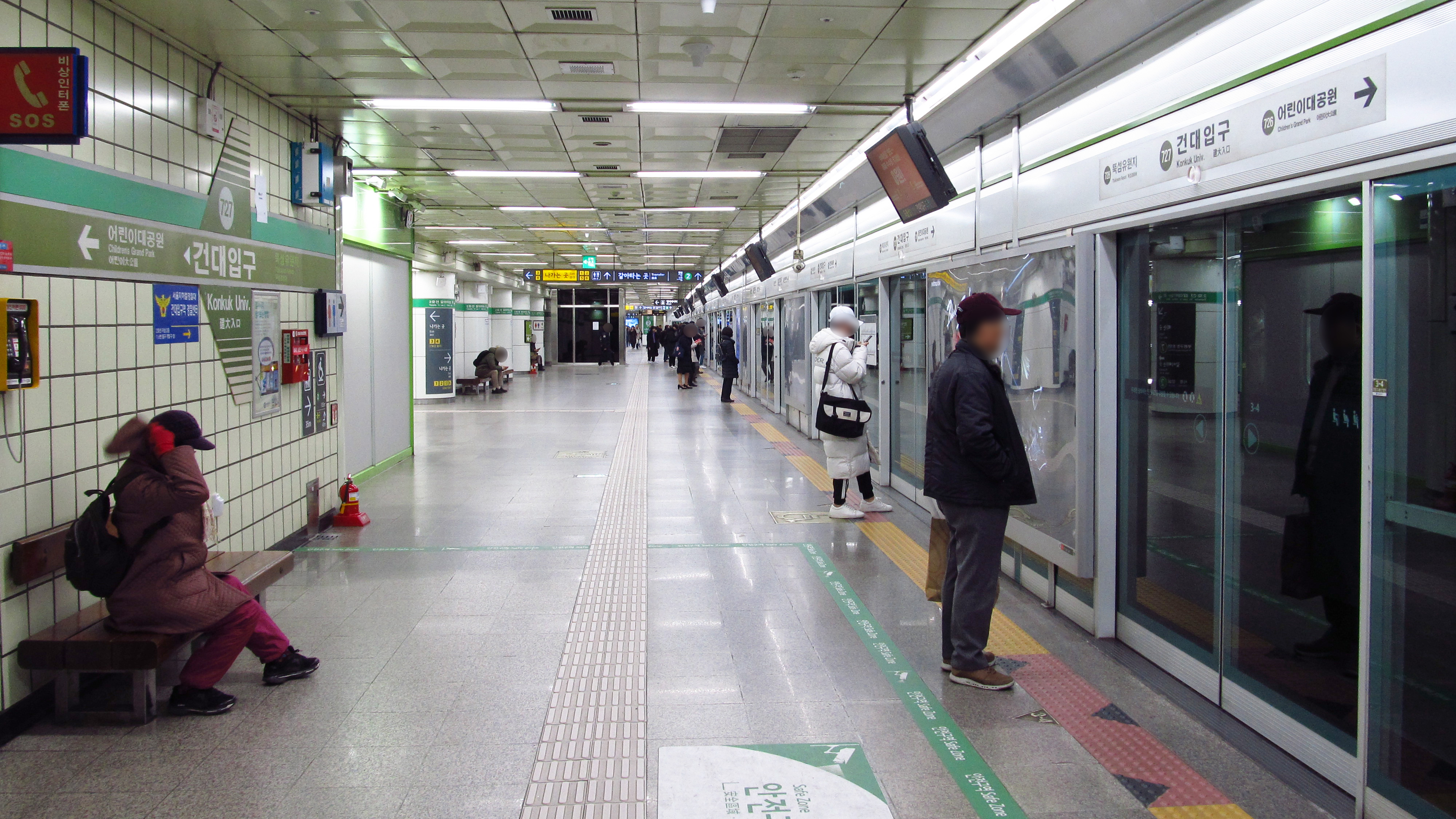
7号線ホーム（2018年撮影）
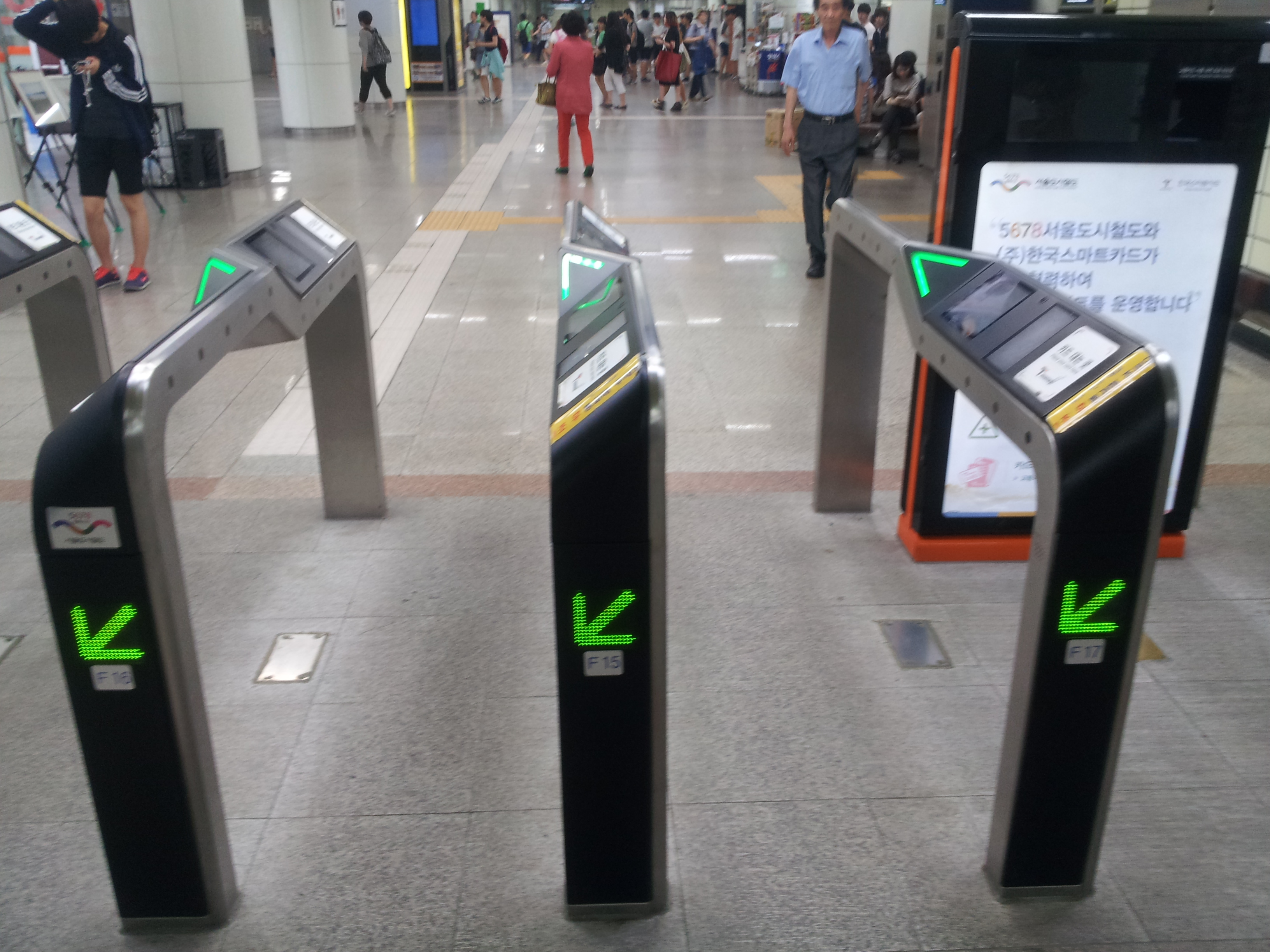
7号線改札口（2013年撮影）
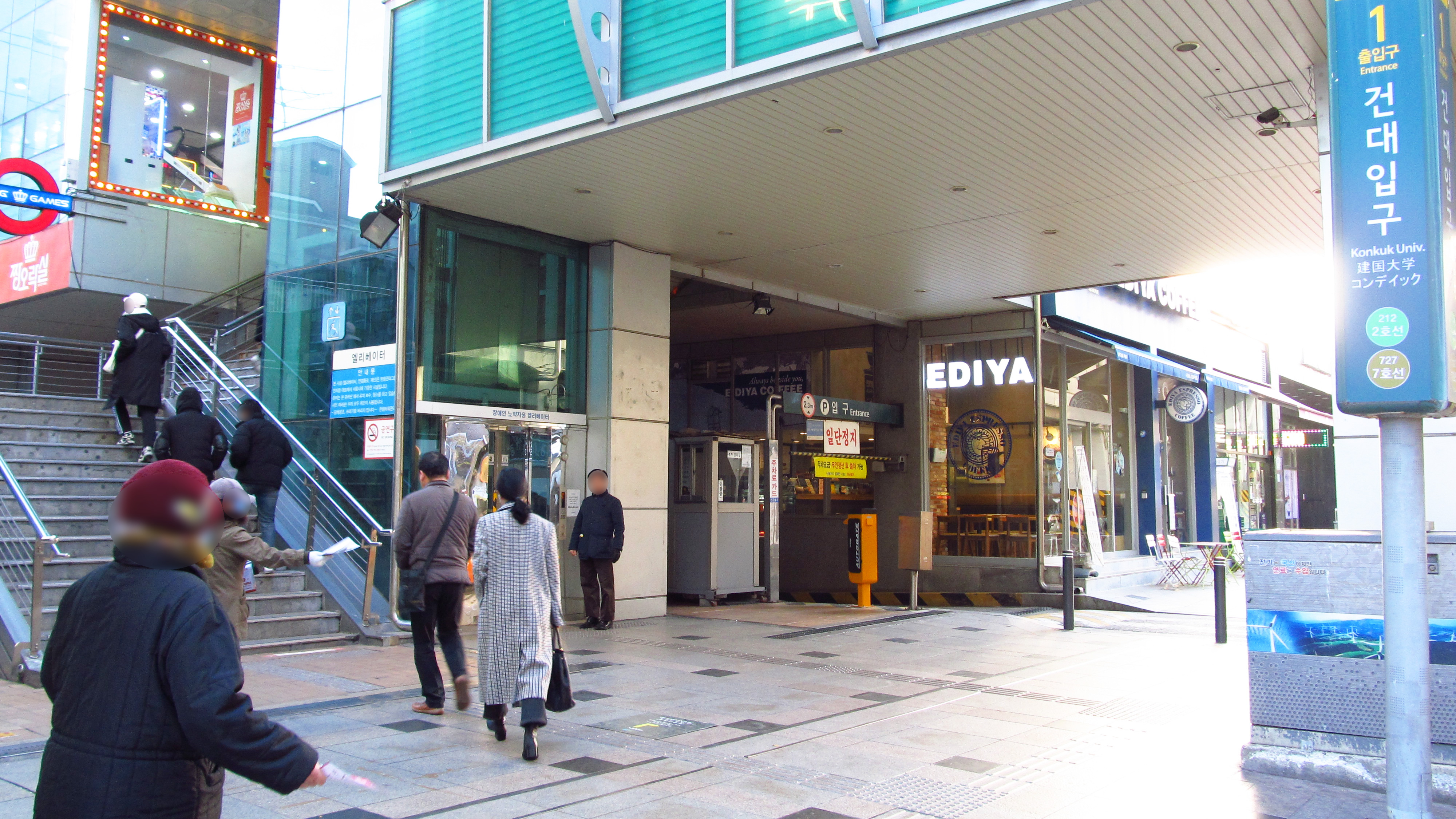
1番 出入口
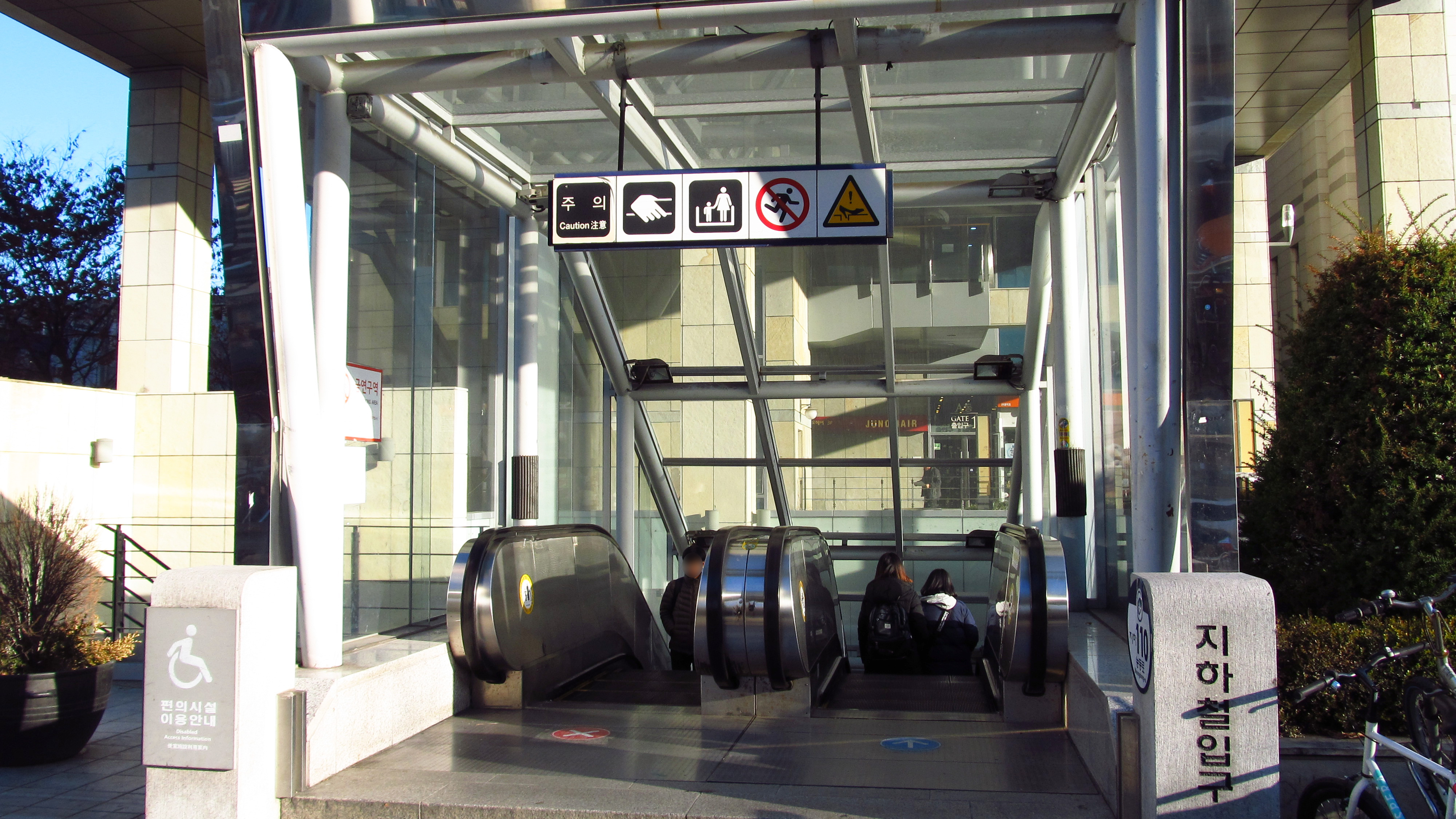
4番 出入口

## 利用状況
近年の一日平均利用人員推移は下記のとおり。
| 路線  | 路線     | 2000年 | 2001年 | 2002年 | 2003年 | 2004年 | 2005年 | 2006年 | 2007年 | 2008年 | 2009年 | 出典  |
| ----- | -------- | ------ | ------ | ------ | ------ | ------ | ------ | ------ | ------ | ------ | ------ | ----- |
| 2号線 | 乗車人員 | 39,055 | 38,008 | 40,409 | 39,258 | 39,499 | 40,017 | 39,577 | 41,568 | 44,435 | 45,069 | [ 1 ] |
| 2号線 | 降車人員 | 40,512 | 40,569 | 43,257 | 42,170 | 42,576 | 43,074 | 42,821 | 44,771 | 47,177 | 48,536 | [ 1 ] |
| 2号線 | 乗降人員 | 79,567 | 78,577 | 83,667 | 81,428 | 82,075 | 83,090 | 82,398 | 86,339 | 91,612 | 93,605 | [ 1 ] |
| 7号線 | 乗車人員 | 6,404  | 7,978  | 7,583  | 8,511  | 8,346  | 9,044  | 10,236 | 10,554 | 10,301 | 12,313 | [ 2 ] |
| 7号線 | 降車人員 | 7,019  | 8,715  | 8,242  | 8,798  | 8,671  | 9,532  | 10,742 | 11,364 | 11,351 | 13,020 | [ 2 ] |
| 7号線 | 乗降人員 | 13,423 | 16,694 | 15,825 | 17,309 | 17,017 | 18,575 | 20,978 | 21,918 | 21,652 | 25,332 | [ 2 ] |
| 路線  | 路線     | 2010年 | 2011年 | 2012年 | 2013年 | 2014年 | 2015年 |        |        |        |        |       |
| 2号線 | 乗車人員 | 43,342 | 44,412 | 43,906 | 43,865 | 45,516 | 45,936 |        |        |        |        |       |
| 2号線 | 降車人員 | 48,175 | 49,031 | 48,331 | 48,127 | 49,900 | 50,360 |        |        |        |        |       |
| 2号線 | 乗降人員 | 91,517 | 93,443 | 92,237 | 91,992 | 95,416 | 96,296 |        |        |        |        |       |
| 7号線 | 乗車人員 | 17,250 | 18,694 | 19,084 | 19,025 | 18,614 | 17,655 |        |        |        |        |       |
| 7号線 | 降車人員 | 17,148 | 19,035 | 19,734 | 20,086 | 19,683 | 18,866 |        |        |        |        |       |
| 7号線 | 乗降人員 | 34,398 | 37,729 | 38,818 | 39,111 | 38,297 | 36,521 |        |        |        |        |       |

## 駅周辺

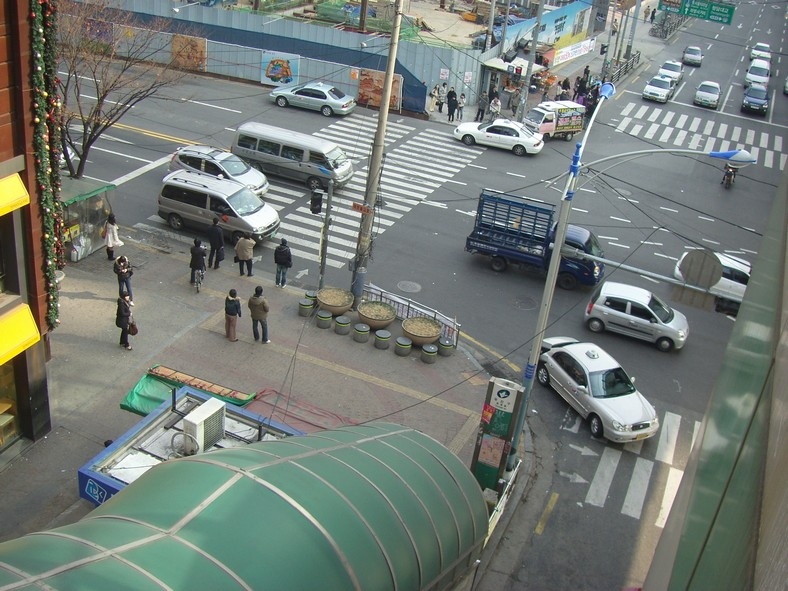
駅周辺（2008年撮影）

- 建国大学校
- 建国大学校病院
- スターシティ
  - ロッテ百貨店スターシティ店
  - イーマート紫陽店
- IBK企業銀行建大駅支店
- 水協銀行建大駅支店
- 華陽洞住民センター
- 華陽洞治安センター
- 紫陽4洞住民センター
- 東部女性開発院
- 朝陽市場
- ノルンサン市場
- 華陽初等学校
- 新陽初等学校
- ソウル童子初等学校
- 紫陽初等学校
- 紫陽中学校
- 紫陽高等学校

## 歴史
- 1980年10月31日 - ソウル特別市地下鉄公社（当時）2号線の駅として開業。当時の駅名は華陽駅（화양역）。
- 1985年3月7日 - 建大入口駅に改名。
- 1996年10月11日 - ソウル交通公社7号線の終着駅として開業、乗換駅となる。
- 2000年8月1日 - 7号線が延伸開業、途中駅になる。
- 2005年1月1日 - ソウル特別市地下鉄公社がソウルメトロに改称。

## 隣の駅
ソウル交通公社
 2号線
聖水駅 (211) - 建大入口駅 (212) - 九宜駅 (213)
 7号線
子供大公園駅 (726) - 建大入口駅 (727) - 紫陽駅 (728)